# نوربول زوماسكالييف
نوربول زوماسكالييف (11 مايو 1981 بأورال في كازاخستان - ) هو لاعب كرة قدم كازاخستاني في مركز الوسط. شارك مع منتخب كازاخستان لكرة القدم. أما مع النوادي، فقد لعب مع نادي أستانا ونادي توبول وFC Zhetysu ‏ وFC Akzhayik ‏.

## وصلات خارجية
- نوربول زوماسكالييف على موقع الاتحاد الدولي (مؤرشف)  (الإنجليزية)
- نوربول زوماسكالييف على موقع الاتحاد الأوربي (الإنجليزية)
- نوربول زوماسكالييف على موقع قاعدة بيانات كرة القدم.إي يو (الإنجليزية)
- نوربول زوماسكالييف على موقع ناشيونال فوتبول تيمز (الإنجليزية)
- نوربول زوماسكالييف على موقع Soccerway.com (الإنجليزية)
- نوربول زوماسكالييف على موقع عالم كرة القدم.نت (الإنجليزية)